# Morón de la Frontera
Morón de la Frontera este un municipiu în provincia Sevilia, Andaluzia, Spania cu o populație de 27.786 locuitori.
1. ↑  Nomenclátor Geográfico de Municipios y Entidades de Población (20240402 edition)